# Walter Köck
Walter Köck es un deportista austríaco que compitió en bobsleigh. Ganó una medalla de oro en el Campeonato Europeo de Bobsleigh de 1978, en la prueba cuádruple.

## Palmarés internacional
| Campeonato Europeo | Campeonato Europeo | Campeonato Europeo | Campeonato Europeo |
| Año                | Lugar              | Medalla            | Prueba             |
| ------------------ | ------------------ | ------------------ | ------------------ |
| 1978               | Igls (Austria)     | Medalla de oro     | Cuádruple          |